# Meractaea
Meractaea is een geslacht van kreeftachtigen uit de klasse van de Malacostraca (hogere kreeftachtigen).

## Soorten
- Meractaea brucei Serène, 1984
- Meractaea multidentata Davie, 1997
- Meractaea tafai Davie, 1993
- Meractaea takunan Komatsu & Takeda, 2011